# Cosmorhoe otregiata
Cosmorhoe otregiata là một loài bướm đêm trong họ Geometridae.